# 布里斯班
布里斯班（英語發音：/ˈbrɪzbən/ ⓘ ，Turrbal语：Meaanjin），又译布里斯班，为澳大利亚昆士蘭州首府，是昆士兰州人口最多的城市。布里斯班位於澳洲本土東部，北緣陽光海岸，
南鄰國際觀光勝地黃金海岸市。布里斯班大都會是澳洲人口第三大的都會，人口260万，僅次於悉尼與墨爾本。以布里斯班为中心的昆士兰州东南部城市群人口逾327万。
布里斯班都會區座落於大分水嶺與摩頓灣間的布里斯班河沖積平原一帶，是一個從海岸線、河川和港口往西部內陸發展的都市。其市中心位於布里斯本河畔，距河口摩頓灣15公里。該州即以此為政治和交通主軸，再向南北拓展。布里斯本國際、內陸機場，以及國際海港均位處布里斯班河口兩旁。
布里斯班是1982年英聯邦運動會、1988年世界博覽會，2001年世界友好运动会，以及1996年、2003年、2007年、2011、2015年亞太城市高峰會、2014年二十國集團高峰會的主辦城市，並奪得2032年夏季奧運會的主辦權。

## 歷史

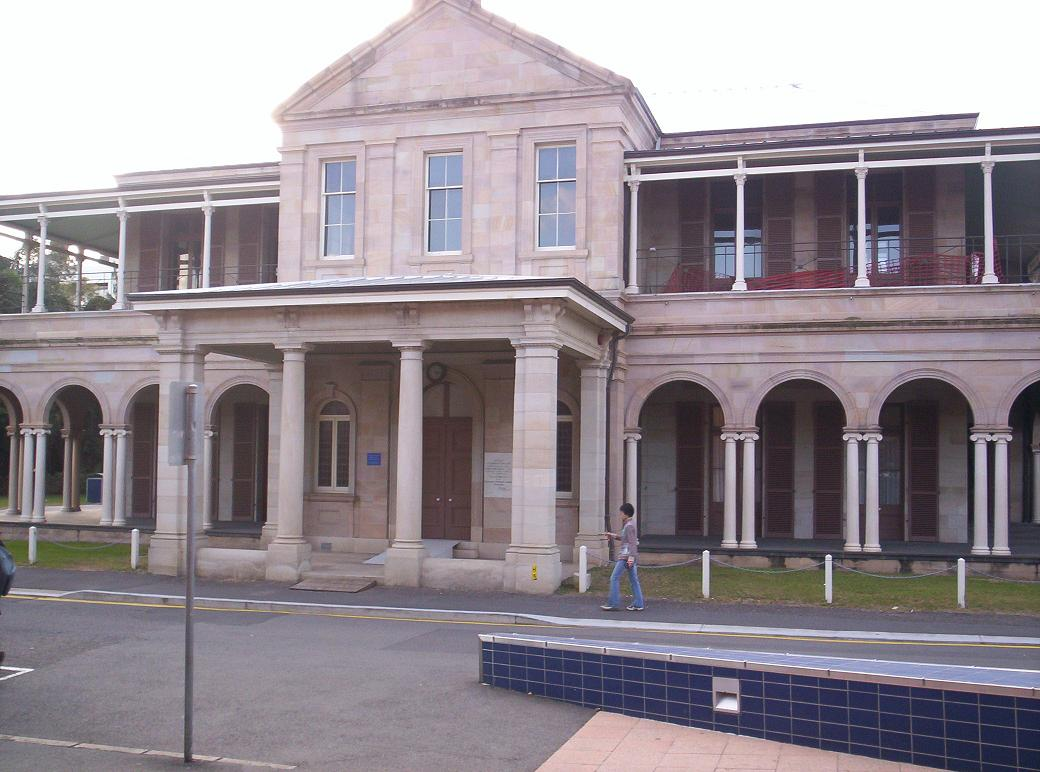
昆士蘭第一間總督府，座落在今昆士蘭科技大學校園內

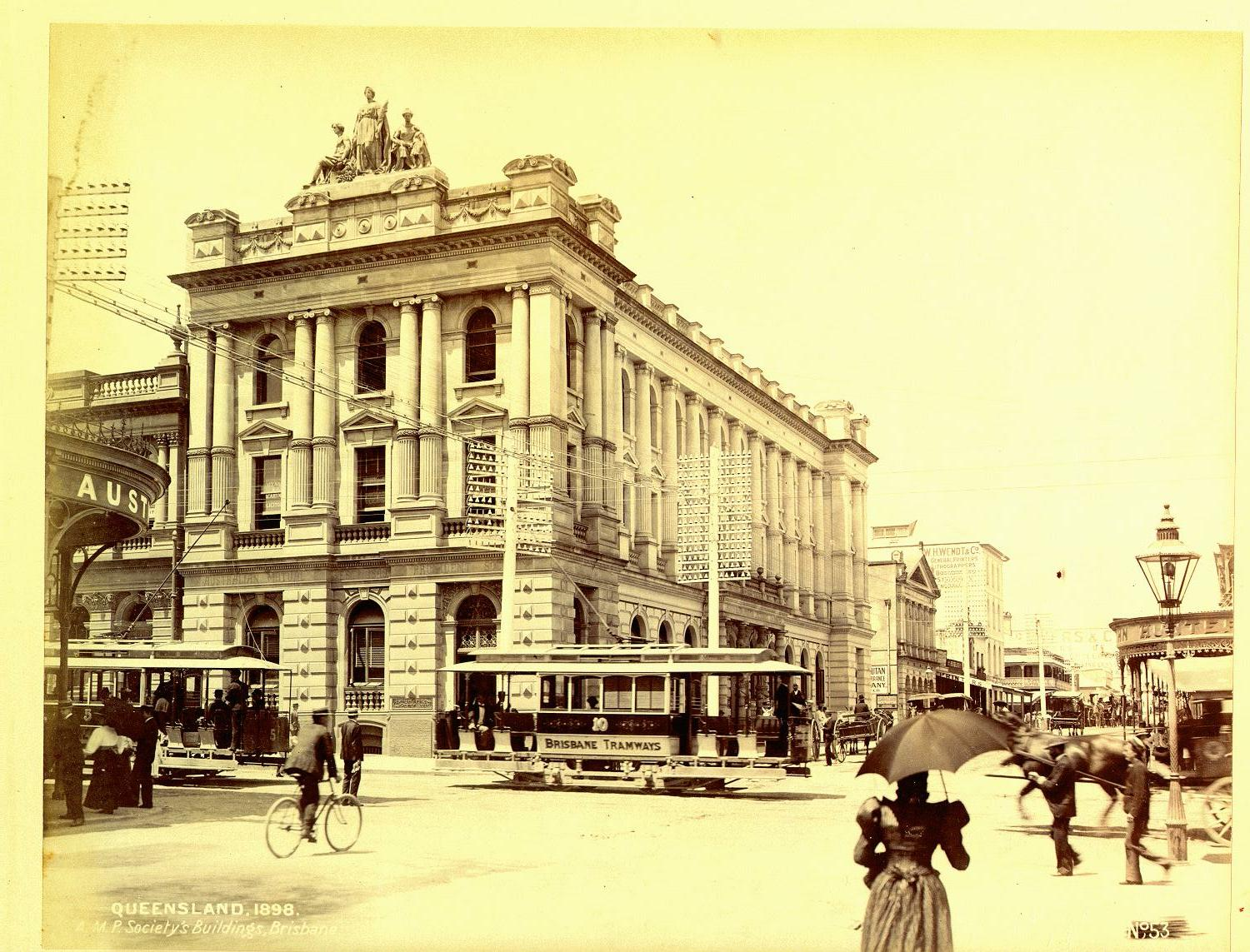
AMP大樓（現在是麥克阿瑟中心大樓），是道格拉斯·麥克阿瑟將軍在二戰期間的指揮總部（在1898年攝）

在歐洲人來到布里斯本地區前，當地的原住民為圖爾巴人和積格拉人。第一位探索並登陸布里斯本地區的歐洲人是馬修·福林達斯（Matthew Flinders），他在1799年探索了摩頓灣並於同年7月17日於Woody Point登陸。1824年，新南威爾斯殖民地的行政長官布里斯本爵士決定建立流放营地（Penal Settlement）。1834年設鎮。到了1839年，当地政府才准许自由移民開墾荒地。1859年，當昆士蘭殖民地從新南威爾士殖民地獨立時，布里斯本被選為昆士蘭首府。

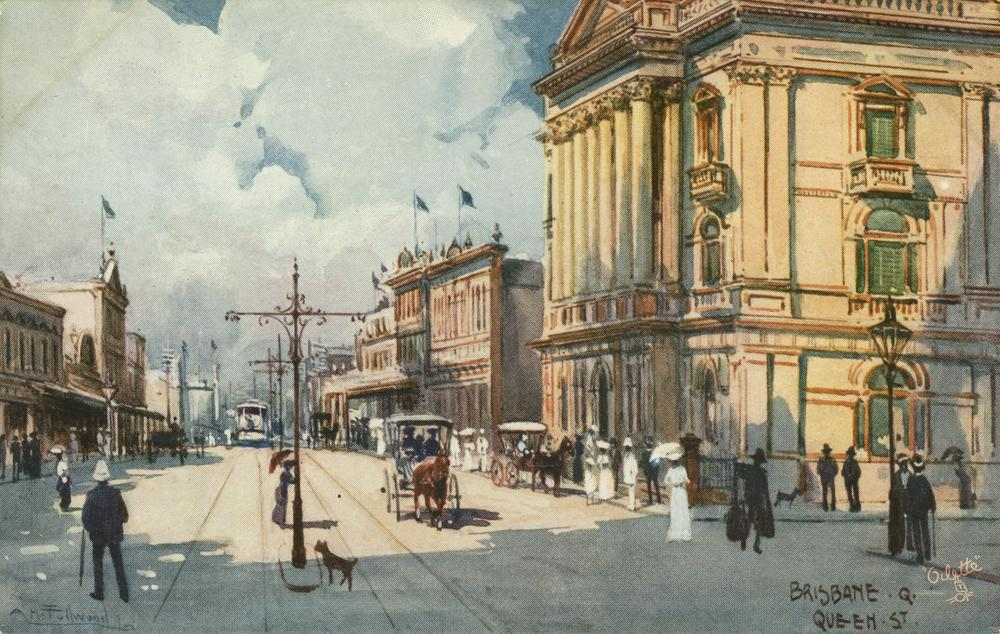
1895

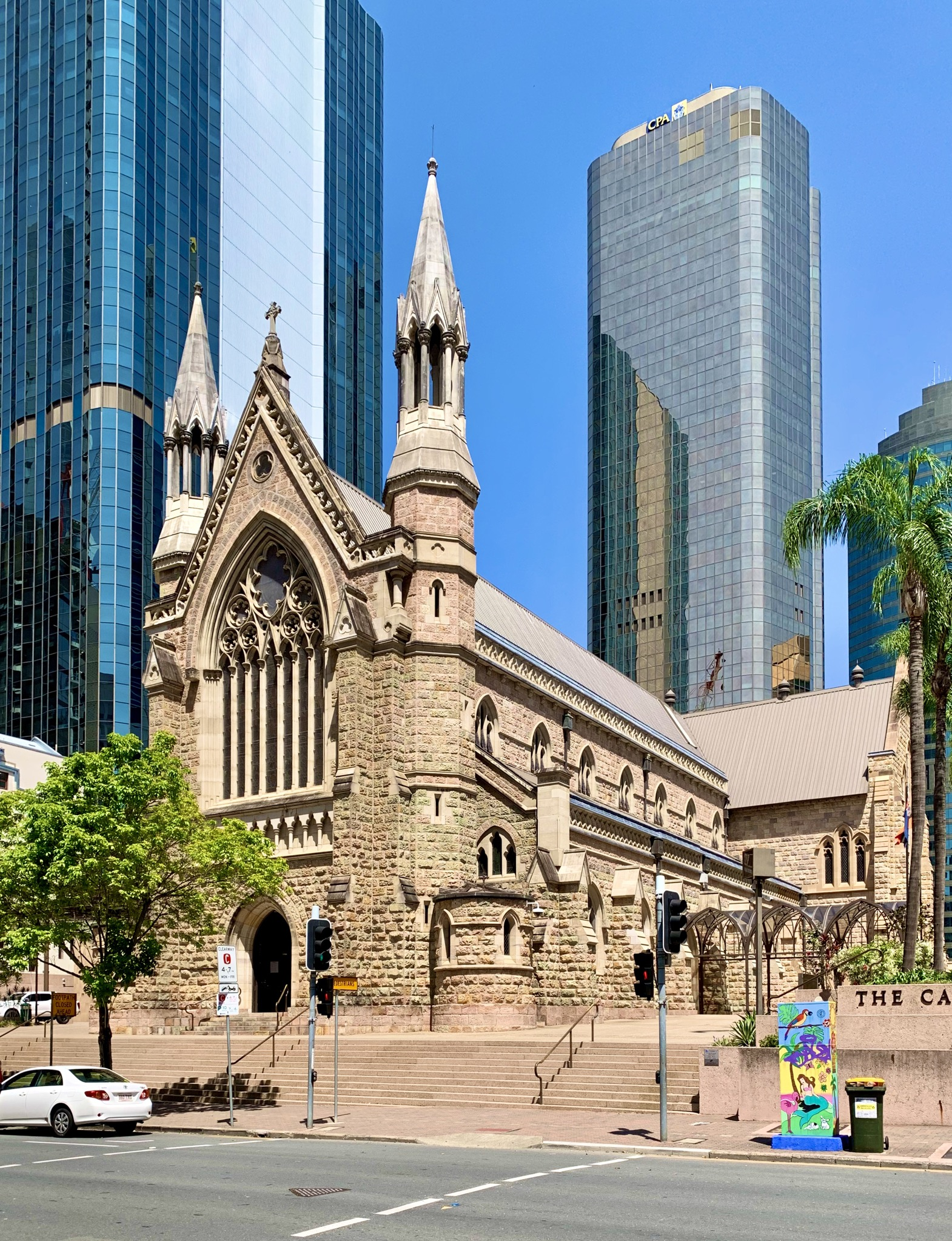
圣斯德望主教座堂 (布里斯班) built c. 1840-1860s

布里斯本為一濱海城市。市中心的街道乃依棋盤狀規劃發展，東西向以女性名字命名，南北向則用男性名字，取名布里斯本是為紀念前新南威爾斯州州長布里斯本爵士。

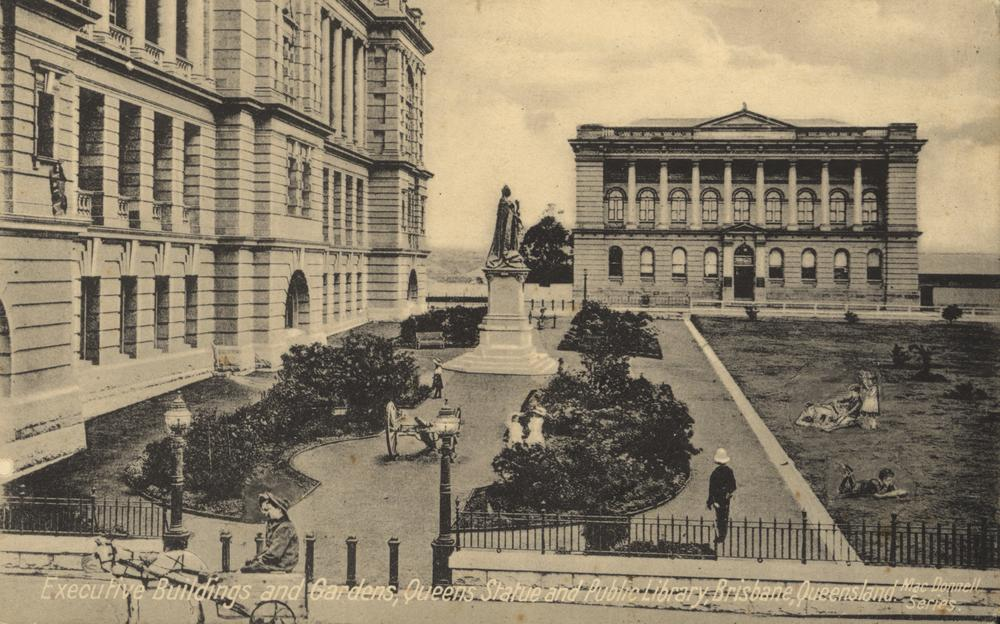
女皇花园, 1910

1925年，布里斯本市與比鄰的南布里斯本市合併，「南布里斯本」成了中央商業區內其中一區的名字，而布里斯本的面積也因此擴增到1,367平方公里，成為都市轄境全球僅次於美國洛杉磯的第二大城。1930年，樓高92公尺的布里斯本市政廳落成，是當時市內最高的建築物，亦是市內主要地標。

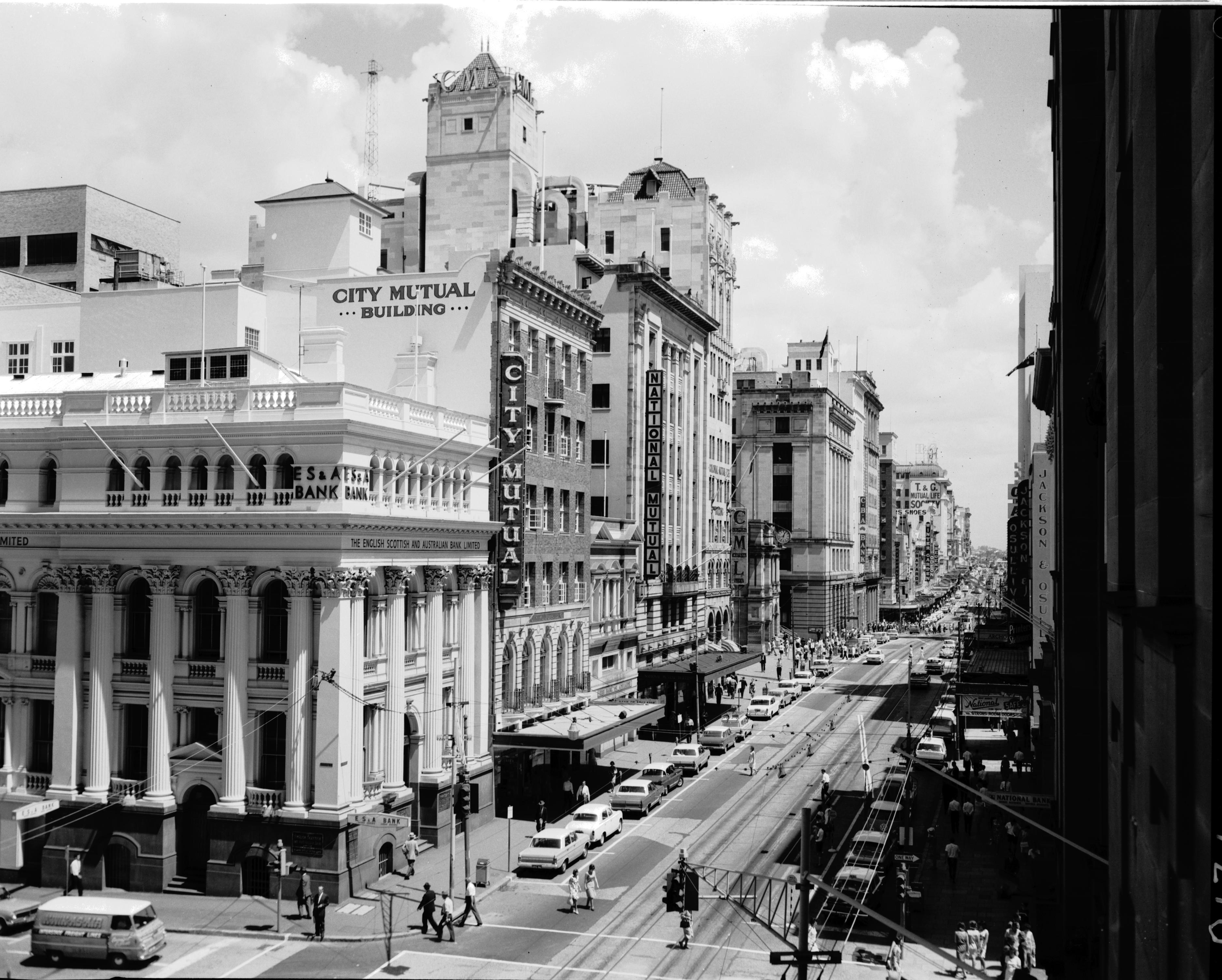
女王大路 circa 1967

第二次世界大战中，由于本市接近南太平洋戰區，因此在澳大利亞和聯軍防禦体系中担負重要角色。全市成为数以万计的澳大利亚和美国军人的临时家园，同时也是聯軍「太平洋戰區」統帥道格拉斯·麥克阿瑟將軍的指挥總部。
戰後，聯邦政府及各國政要由于本市主辦了1982年的英聯邦運動會和1988年的世界貿易博覽會而開始重視布里斯本。

## 地理

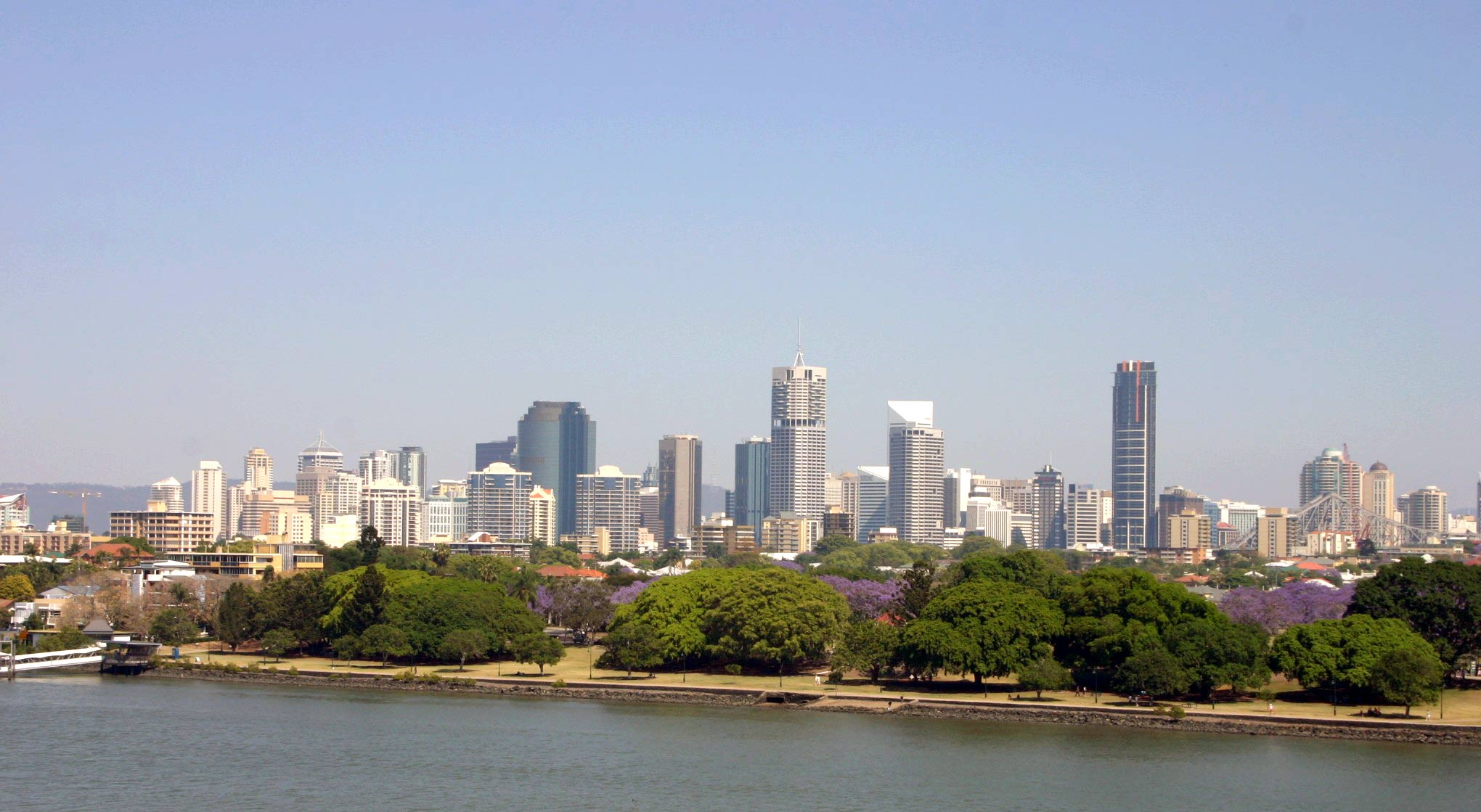
布里斯本中央商業區

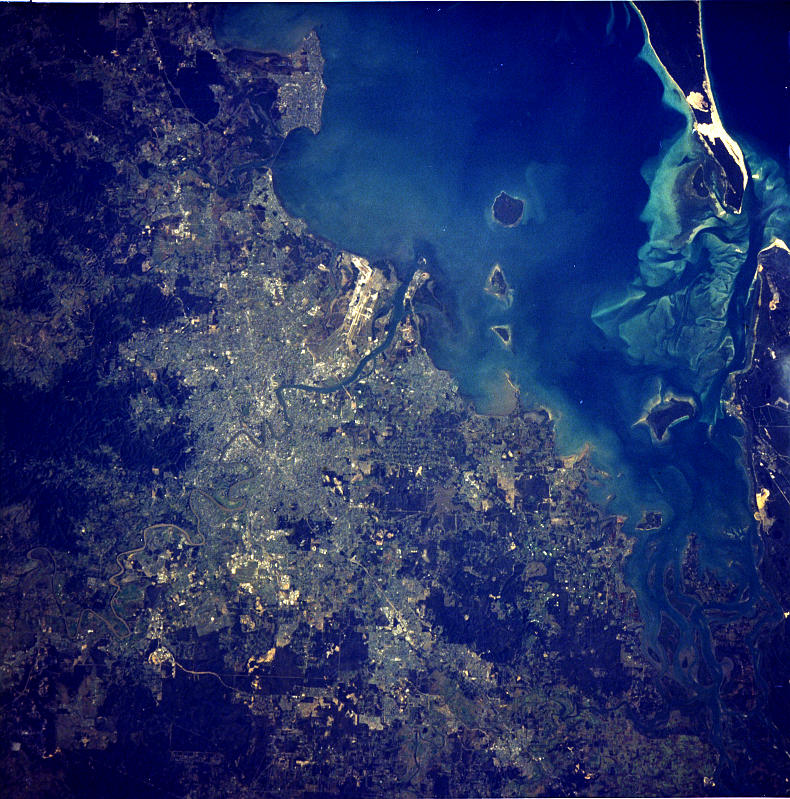
布里斯本區域的衛星鳥瞰圖

由於布里斯本南臨黃金海岸、北接陽光海岸、西通伊普斯威奇及圖翁巴，週遭衛星城市的經濟體系和工商發展幾乎與布里斯本連為一體，州政府遂以本市為首的地帶統稱為「昆士蘭州東南部」（South-East Queensland，或簡寫為SEQ），即指本州精華區。
布里斯本中央商業區座落於澳洲昆士蘭的東南方，座標為27°28′S 153°02′E / 27.467°S 153.033°E。中央商業區主要位於河的北岸。北岸一帶建有許多商業大廈、政府機構、民意機關、國際飯店、會議廳、市立公園、運動場、植物園、昆士蘭科技大學、布里斯本市政廳等。市政廳裡設有布里斯本博物館。市政府經常舉辦或協辦國際年會和運動賽事，其中包括雪梨奥運會﹝部分項目﹞、英聯邦運動會、州際賽事、世界博覽会、亞太城市市長年會和世界杯橄欖球賽等。
通往北端，則首先是布里斯本「醫療中心」Wickham Terrace，許多專科醫師的診所皆設於此地。過了醫療中心再稍往北，是布里斯本的唐人街（Fortitude Valley），唐人街旁即是布里斯本的紅燈區、酒吧和舞廳的匯聚地；唐人街的極西，以 Ann Street為首的新興沙龍大道則洋溢著輕鬆別緻的風雅。再北上，與布里斯本河比鄰的是完成舊市區更新計劃的高級住宅區－新農場（New Farm）。
市區的西端是與米爾敦區 (Milton) 相鄰、與布里斯本河相對的圖旺區（Toowong）。圖旺離昆士蘭大學不遠，屬文教住宅區，且有辦公建築亦林立於此，因此至米爾敦一帶夜晚酒吧、餐廳都很熱鬧。
布里斯本河的南岸有一處人造的「南岸公園」（South Bank Parkland），一度做為1988年世界博覽會的地點，目前是舉辦大型露天活動或嘉年華會的重要場地。布里斯本會展中心即與南岸公園相隔約三百公尺。與南岸公園相鄰的還有州政府所規劃的文化中心特區（Cultural Centre Precinct），乃包括了昆士蘭現代美術館、昆士蘭美術館、昆士蘭博物館、昆士蘭州立圖書館、昆士蘭表演藝術中心，及格里菲斯大學的音樂學院和藝術學院之市中心南端；都心的周邊皆興建起風格新穎的飯店和高級公寓。

### 氣候
布里斯班属副热带湿润气候，雨热同期。冬季温暖，干燥，偶尔也可出现高温天气；夏季湿润，偏向炎热，但酷热天气少见。最冷月均温15-16°C，最热月均温25-26°C，年平均气温21°C左右。极端最低气温-0.1°C，于2007年7月19日在国际机场创造，这也是布里斯班地区自有气象记录以来第一次记录到0°C以下的气温。极端最高气温43.2°C，于1940年1月26日创造。日降雨量纪录为465毫米（约合18.3英寸），于1887年1月21日创造。雷暴多見於由11月至3月間，有時伴隨着冰雹及狂風暴雨。天晴的日子年均為124天，夏季的露點溫度平均為20度。布里斯本偶而會受熱帶氣旋侵襲。上一次受熱帶氣旋影響是2009年3月的夏米殊（Hamish），它於布里斯班北方350公里處掠過，為東部海灘區帶來顯著的毀壞。惡劣的海況使一艘位處摩頓角對開，裝載硝酸銨的貨櫃船上的貨櫃傾覆落海，並泄漏出大量燃油，造成嚴重的生態災難。
| 布里斯班站 (1999–2014)                          | 布里斯班站 (1999–2014) | 布里斯班站 (1999–2014) | 布里斯班站 (1999–2014) | 布里斯班站 (1999–2014) | 布里斯班站 (1999–2014) | 布里斯班站 (1999–2014) | 布里斯班站 (1999–2014) | 布里斯班站 (1999–2014) | 布里斯班站 (1999–2014) | 布里斯班站 (1999–2014) | 布里斯班站 (1999–2014) | 布里斯班站 (1999–2014) | 布里斯班站 (1999–2014) |
| 月份                                            | 1月                    | 2月                    | 3月                    | 4月                    | 5月                    | 6月                    | 7月                    | 8月                    | 9月                    | 10月                   | 11月                   | 12月                   | 全年                   |
| ----------------------------------------------- | ---------------------- | ---------------------- | ---------------------- | ---------------------- | ---------------------- | ---------------------- | ---------------------- | ---------------------- | ---------------------- | ---------------------- | ---------------------- | ---------------------- | ---------------------- |
| 历史最高温 °C（°F）                             | 40.0 (104.0)           | 41.7 (107.1)           | 37.9 (100.2)           | 33.7 (92.7)            | 30.7 (87.3)            | 29.0 (84.2)            | 28.2 (82.8)            | 35.4 (95.7)            | 35.1 (95.2)            | 38.7 (101.7)           | 38.9 (102.0)           | 40.0 (104.0)           | 41.7 (107.1)           |
| 平均高温 °C（°F）                               | 30.2 (86.4)            | 29.9 (85.8)            | 28.9 (84.0)            | 27.1 (80.8)            | 24.4 (75.9)            | 21.9 (71.4)            | 21.9 (71.4)            | 23.2 (73.8)            | 25.7 (78.3)            | 27.1 (80.8)            | 28.0 (82.4)            | 29.3 (84.7)            | 26.5 (79.7)            |
| 平均低温 °C（°F）                               | 21.5 (70.7)            | 21.3 (70.3)            | 20.0 (68.0)            | 17.3 (63.1)            | 13.5 (56.3)            | 11.7 (53.1)            | 10.1 (50.2)            | 10.7 (51.3)            | 13.7 (56.7)            | 16.3 (61.3)            | 18.7 (65.7)            | 20.3 (68.5)            | 16.3 (61.3)            |
| 历史最低温 °C（°F）                             | 17.0 (62.6)            | 16.5 (61.7)            | 12.2 (54.0)            | 10.0 (50.0)            | 5.0 (41.0)             | 5.0 (41.0)             | 2.6 (36.7)             | 4.1 (39.4)             | 7.0 (44.6)             | 8.8 (47.8)             | 10.8 (51.4)            | 14.0 (57.2)            | 2.6 (36.7)             |
| 平均降雨量 mm（）                               | 153.9 (6.06)           | 142.5 (5.61)           | 109.2 (4.30)           | 65.8 (2.59)            | 58.5 (2.30)            | 57.6 (2.27)            | 24.7 (0.97)            | 42.1 (1.66)            | 28.8 (1.13)            | 72.5 (2.85)            | 106.6 (4.20)           | 138.7 (5.46)           | 1,010.7 (39.79)        |
| 平均降水天数                                    | 12.4                   | 13.3                   | 13.7                   | 11.9                   | 10.0                   | 9.2                    | 7.2                    | 5.4                    | 7.3                    | 8.9                    | 11.7                   | 13.2                   | 124.2                  |
| 平均相對濕度（％）                              | 57                     | 59                     | 57                     | 54                     | 49                     | 52                     | 44                     | 43                     | 48                     | 51                     | 56                     | 57                     | 52                     |
| 月均日照時數                                    | 229.4                  | 186.4                  | 201.5                  | 216                    | 213.9                  | 204                    | 229.4                  | 244.9                  | 246                    | 248                    | 252                    | 251.1                  | 2,722.6                |
| 来源：Bureau of Meteorology, Climate statistics |                        |                        |                        |                        |                        |                        |                        |                        |                        |                        |                        |                        |                        |

## 政府

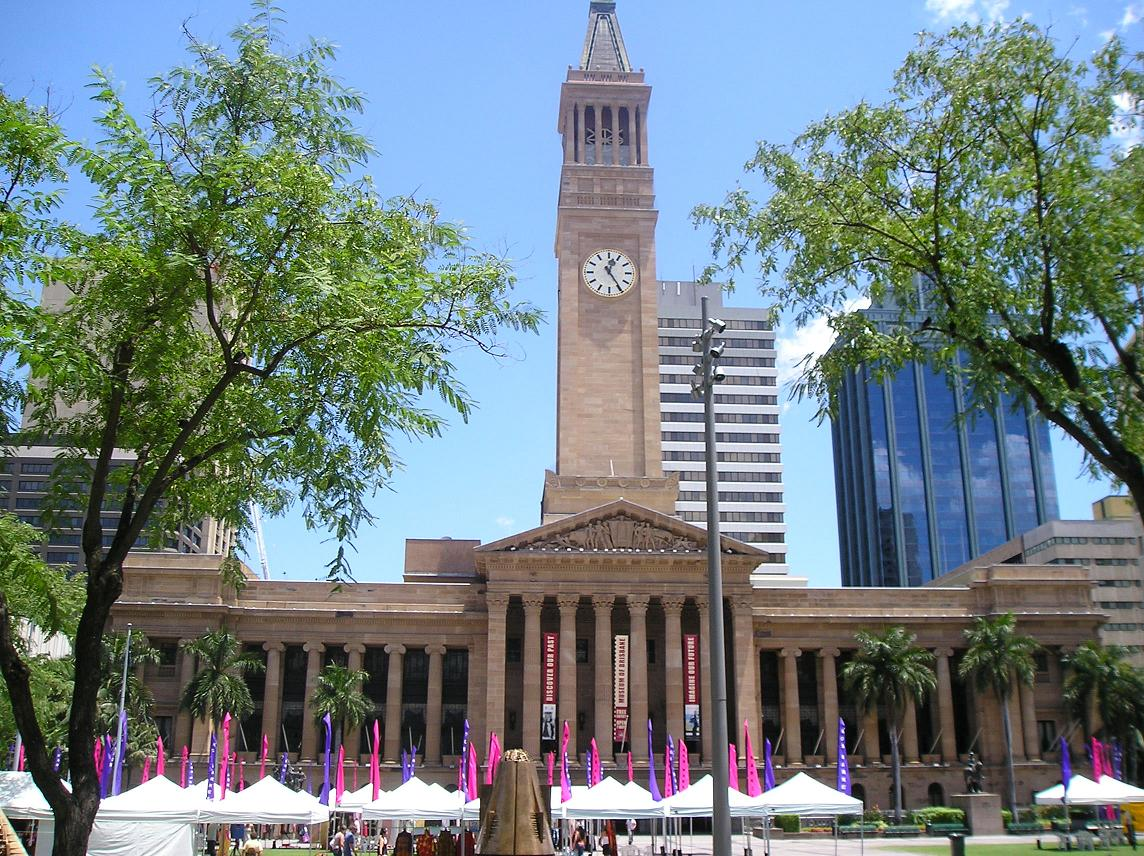
市長辦公所在的布里斯本市政府

與其他澳洲各州的州府不同，布里斯本都會區由單一的地方政府機構管轄，稱為布里斯本市議會（Brisbane City Council），市政單位的行政首長即由市議會裡的多數黨成員出任而組成市政府，是故市議會即視同為市政府，未另名稱之（右圖所示之建築乃City Hall，可譯市政廳）。布里斯班市議會是在1925年成立。

### 市長及議員選舉
2004年3月，布里斯本市長選舉結果揭曉：自由黨候選人坎貝爾·紐曼（Campbell Newman）當選市長。原各界看好且積極競選的工黨代理市長提姆·昆恩（Tim Quinn）則意外落敗。紐曼在布里斯本市的26個選區的其中16個選區裡領先工黨，贏得47％的選民支持，而昆恩則在其餘的10個選區裡領先自由黨，支持度有40％。布里斯本市議員選舉方面：工黨拿下市議會26席中的17席，達總席次的65％，成為當年市議會的多數黨。
2008年3月，布里斯本市長一職由市長坎貝爾·紐曼蟬聯；贏得66.1％的選民支持，而工黨候選人的支持度有33.9％。
2011年坎貝爾·紐曼就任昆士蘭州州長，市長一職由副市長格拉漢·奎克Graham Quirk接任。他於2012年、2016年市長選舉當中成功連任。
2019年3月任職屆滿8年的格拉漢·奎克市長，宣布不再角逐本屆市長寶座並發表退休聲明。4月8日正式卸任，許多布里斯班市民表示惋惜並獻上真切的祝福，表示：格拉漢市長是布里斯班有史以來最好的市長。
2019年布里斯班市長選舉中，由原副市長阿德里安·施克里納Adrian Schrinner當選，並於4月8日當天宣誓就職，為布里斯班史上最年輕的市長。

## 經濟
據2011年人口普查，本市就業人口最多的五大行業分別是衛生暨醫護服務業（12.9％）、零售業（10.4％）、製造業（9.4％）、專業及科技（8.9％）以及教育及訓練（8.5％）。住戶收入中位數為每年$49174元。

當年布里斯本的勞動人口有92萬5390人，其中的61.0％是全職工作、27.6％為半職或兼差，5.5%選擇不工作，5.9%失業。

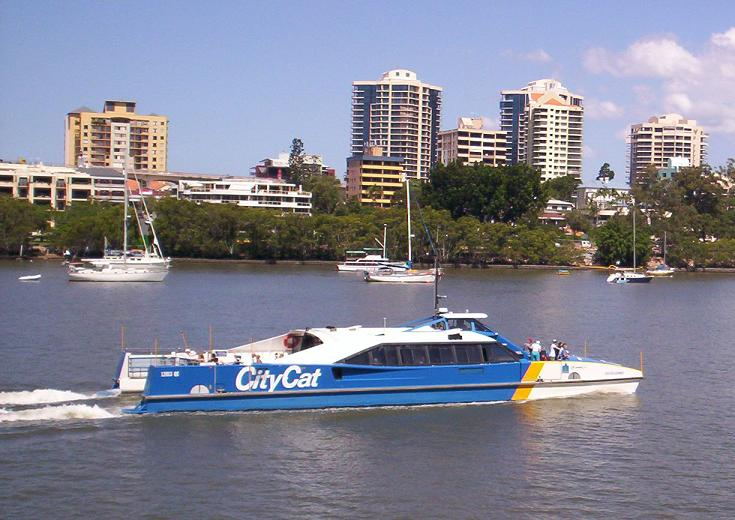
穿梭在布里斯本河沿岸之間的城市貓（CityCat）是一種中型交通快艇，用以提供步行於市中心南岸的觀光客和學生搭乘之大眾交通工具

所謂布里斯本都會區，即以布里斯本為名的統計分區（Brisbane Statistical Division）乃產經脈動上，與本市息息相關的衛星城鎮，包括：
- 黃金海岸市（國際著名的滑浪天堂）
- 伊普斯威奇市
- 洛根市
- 洛吉爾谷區
- 摩頓灣區
- 紅土市
- 西斯寧緣區
- 索美塞區
- 陽光海岸區布里斯本皇后街的人行步道區，這裡是一個購物商圈，即中央商業區的核心地帶

若考量昆士蘭州東南部之總體發展，可再納進：
- 圖翁巴市被稱為花園城市）

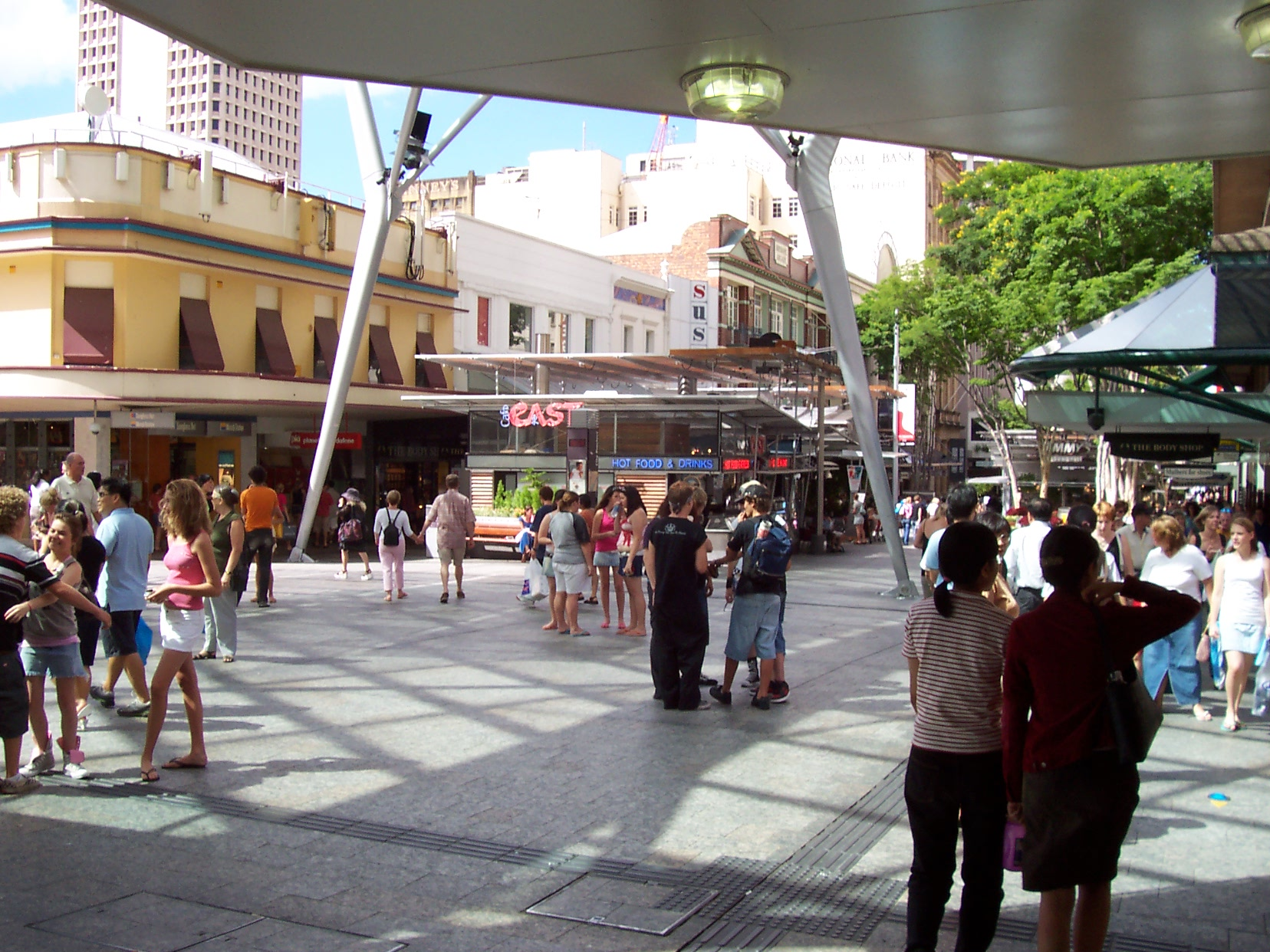
布里斯本皇后街的人行步道區，這裡是一個購物商圈，即中央商業區的核心地帶

- 堤維德岬（於新南威爾斯州最北端、與昆士蘭州的黃金海岸市接壤）

## 人口分布與統計數據
| \| 年份 \| 人口 \| ±% p.a. \| \| --------------- \| --------- \| ------- \| \| 1826 \| 160 \| — \| \| 1831 \| 1,241 \| +50.64% \| \| 1841 \| 120 \| −20.83% \| \| 1851 \| 2,500 \| +35.48% \| \| 1861 \| 6,051 \| +9.24% \| \| 1871 \| 19,413 \| +12.36% \| \| 1881 \| 37,127 \| +6.70% \| \| 1891 \| 88,083 \| +9.02% \| \| 1901 \| 120,650 \| +3.20% \| \| 1911 \| 143,510 \| +1.75% \| \| 1921 \| 217,710 \| +4.26% \| \| 1931 \| 283,440 \| +2.67% \| \| 1941 \| 344,230 \| +1.96% \| \| 1951 \| 453,660 \| +2.80% \| \| 1961 \| 692,924 \| +4.33% \| \| 1971 \| 957,900 \| +3.29% \| \| 1981 \| 1,154,705 \| +1.89% \| \| 1991 \| 1,411,773 \| +2.03% \| \| 2001 \| 1,693,556 \| +1.84% \| \| 2011 \| 2,147,436 \| +2.40% \| \| 2016 \| 2,362,672 \| +1.93% \| \| Source:[13][14] \| \| \| |           |         |
| 年份 | 人口      | ±% p.a. |
| 1826 | 160       | —       |
| 1831 | 1,241     | +50.64% |
| 1841 | 120       | −20.83% |
| 1851 | 2,500     | +35.48% |
| 1861 | 6,051     | +9.24%  |
| 1871 | 19,413    | +12.36% |
| 1881 | 37,127    | +6.70%  |
| 1891 | 88,083    | +9.02%  |
| 1901 | 120,650   | +3.20%  |
| 1911 | 143,510   | +1.75%  |
| 1921 | 217,710   | +4.26%  |
| 1931 | 283,440   | +2.67%  |
| 1941 | 344,230   | +1.96%  |
| 1951 | 453,660   | +2.80%  |
| 1961 | 692,924   | +4.33%  |
| 1971 | 957,900   | +3.29%  |
| 1981 | 1,154,705 | +1.89%  |
| 1991 | 1,411,773 | +2.03%  |
| 2001 | 1,693,556 | +1.84%  |
| 2011 | 2,147,436 | +2.40%  |
| 2016 | 2,362,672 | +1.93%  |
| Source: |           |         |

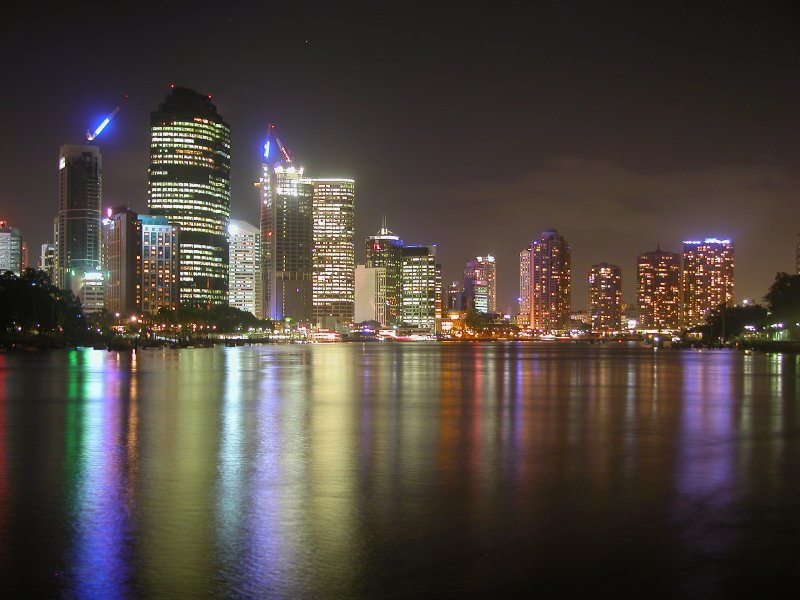
夜間的布里斯本，由布里斯本河畔的 (Kangaroo Point) 望向中央商業區

昆士蘭州在2014年時，人口已突破472萬，2009-2014年間年均增長率為1.8%。大布里斯本首府統計區人口有227.5萬，2009-2014年間年均增長率為1.9%。布里斯本14歲或以下人口佔總人口19.7%，65歲或以上人口佔總人口12.2%，中位數為35.0歲。
2011年人口普查顯示，本市24.6%的人口是在外地出生。出生地為英國的有5.3%，紐西蘭4.8%，印度1.1%，中國大陸1.0%，南非0.9%。在本市以英語為唯一在家中使用語言的人口有82.1％。除英語之外的家庭語言則分別是漢語官話1.5％、粵語0.9％、越南話0.9％、薩摩亞語0.6％，以及西班牙語0.5％。祖先為英國人的人口有75萬7713人（27.3％）、祖先為本土化歐裔澳大利亞人（多為央格魯-薩克遜血統）者有71萬4082人（25.7％）、愛爾蘭人則有23萬8602人（8.6％），此三大來源佔總數的61.6％。
2011年統計報告也指出，擁有大學或以上學歷者佔全市人口總數17.4%，專科學歷者佔6.5%，中學學歷者佔19.7%，小學學歷者佔28.7%。大布里斯本地區有30.2%的人口在求學當中。

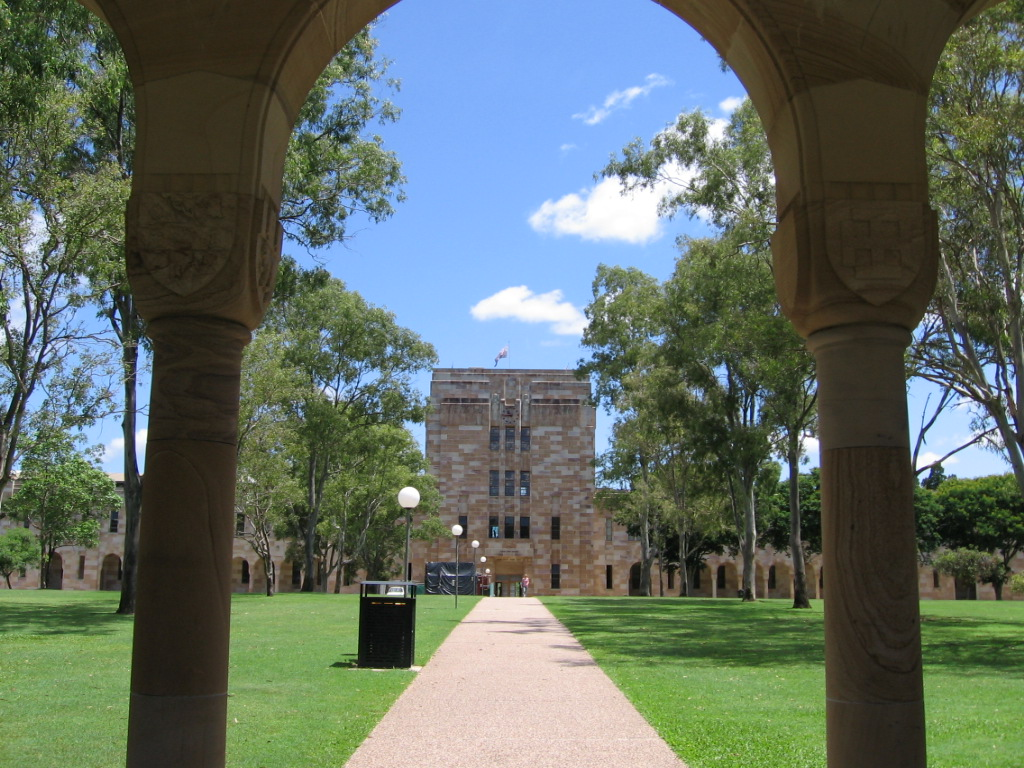
昆士蘭大學之校總區（St. Lucia）聖露西亞的校園

## 教育
布里斯本設有三所公立综合类研究型大学，分別是昆士蘭大學、昆士蘭科技大學和格里菲斯大學，皆獲AACSB國際的認證；其餘大學皆為外地設於布里斯本的分校。
昆士蘭大學（University of Queensland, UQ）為澳洲八大名校之一，是在1909年依據昆士蘭州議會之立法而擴充設立於市郊聖露西亞。根据昆士兰大学于2021年公布的数据，大学共有学生56,278名，其中包括国际学生20,982名，分别来自全球137个国家和地区；6,917名全职教职员工。昆士兰大学全国排名第3，常年位居世界大学排名前50位，為澳洲規模最大的學府之一。是澳大利亚學術與科學研究的重鎮，2021年财政拨款高达23.85亿澳元。在全球范围内與各國頂尖大學結盟為姐妹校，對昆士蘭的政經發展貢獻崇隆。
昆士蘭科技大學（Queensland University of Technology, QUT, 又譯昆士蘭理工大學），現為昆士兰州規模第二大的研究型大學。原為1908年中央技術學院設立之分校（Central Technical College），1990年升格為綜合型大學，全國綜合排名第10。2014年，昆科大公佈，學生達47,229名、國際學生7,982名、教職員12,983名。
格里菲斯大學（Griffith University）位於布里斯本南端的市郊，1971年創校。總校區設於南區的內森（Nathan），主要教授項目包括了商學、資訊管理、亞洲研究、生態環保、都市計劃、電影製作、國際關係和亞洲語言系。2004年格里菲斯大學奉准在黃金海岸校區設立了昆士蘭州的第二所醫學院，強化格里菲斯大學在澳洲教育評鑑排名的競爭力。2007年，全國綜合排名第15，商學院則位居前10大；校總區加上其餘的4個校區，學生共計37,780名，國際學生8,840名，教職員3,563名。

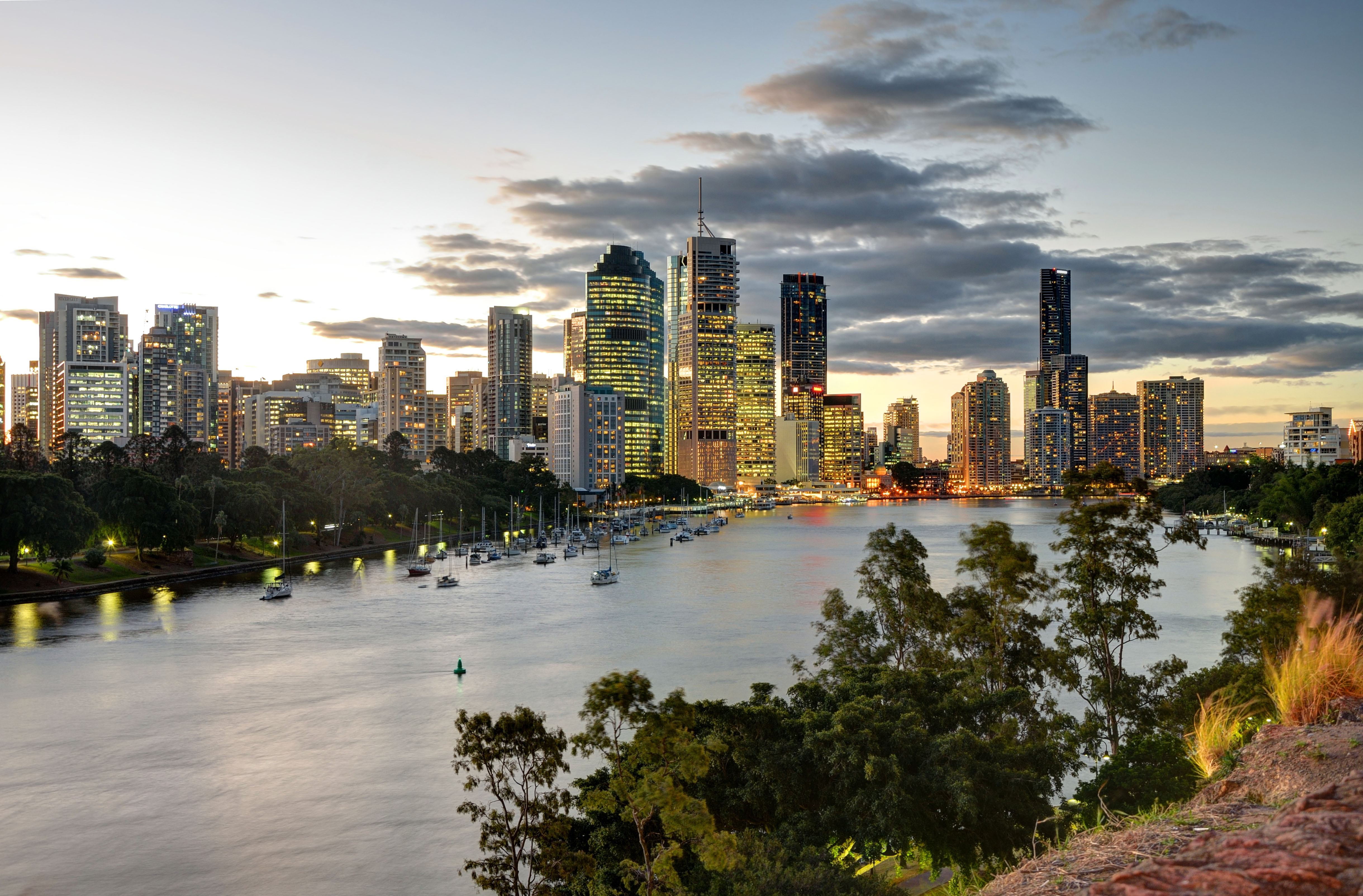
布里斯本中央商業區與故事橋

## 文化

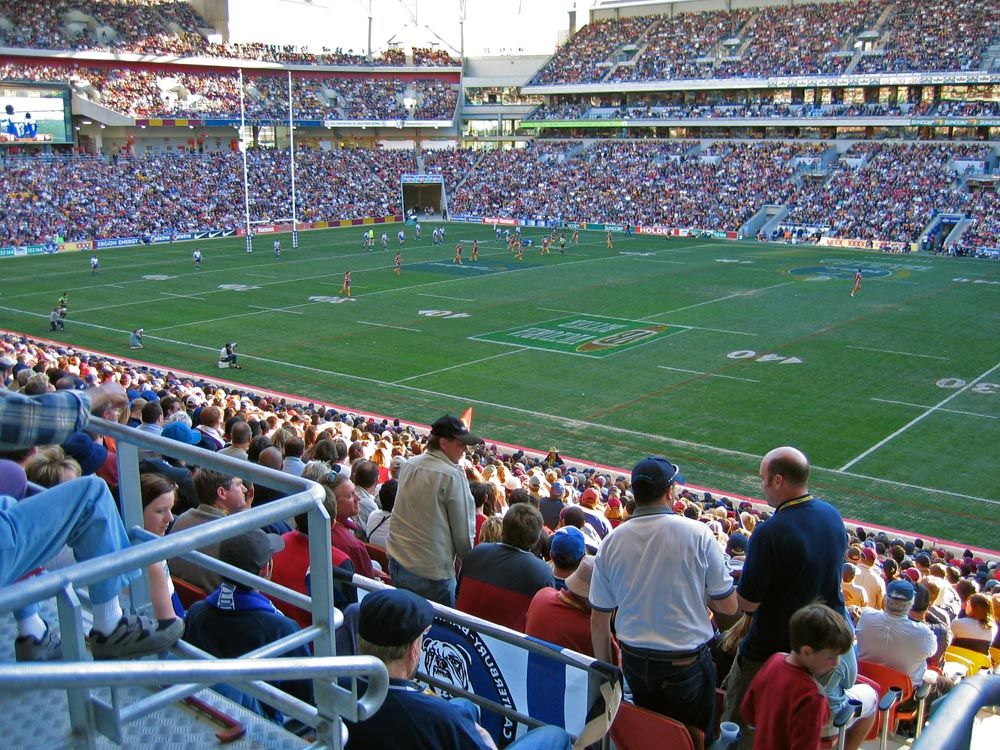
SUNCORP體育館，主要比賽項目為橄欖球賽

- 南岸
- 南岸公園暨文化特區

### 藝術和娛樂
- 華麗區（Fortitude Valley）唐人街、酒吧、紅燈區、沙龍、新商場
- 米爾敦區（Milton）咖啡店林立

### 季節活動
- 布里斯本國際電影節七月初舉辦（Brisbane International Film Festival, BIFF）
- 布里斯本食品節 八月初舉辦（Ambiwerra Festival）
- 愛卡嘉年華 八月中旬前後舉辦（EKKA, Royal Queensland Show）
- 布里斯本河煙火節 九月舉辦 (Brisbane River Fire)

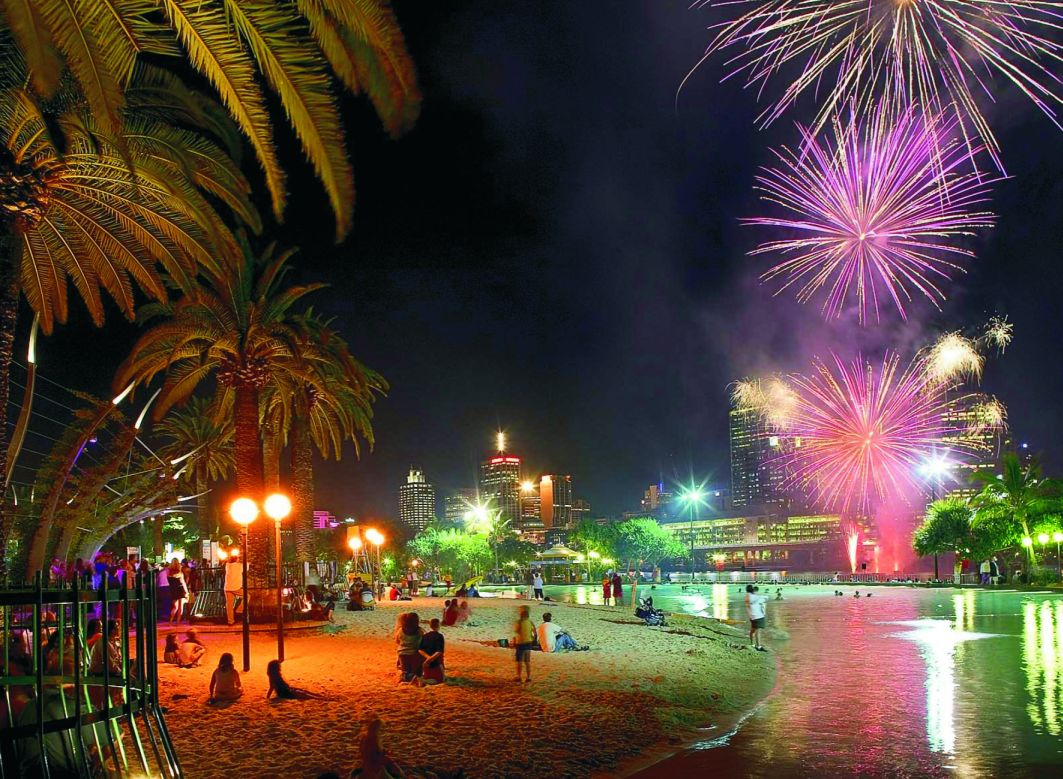
布里斯本節的煙火秀，圖中可見南岸公園內的人造沙灘

- 布里斯本佛誕節 五月初舉辦

### 旅遊和休閒

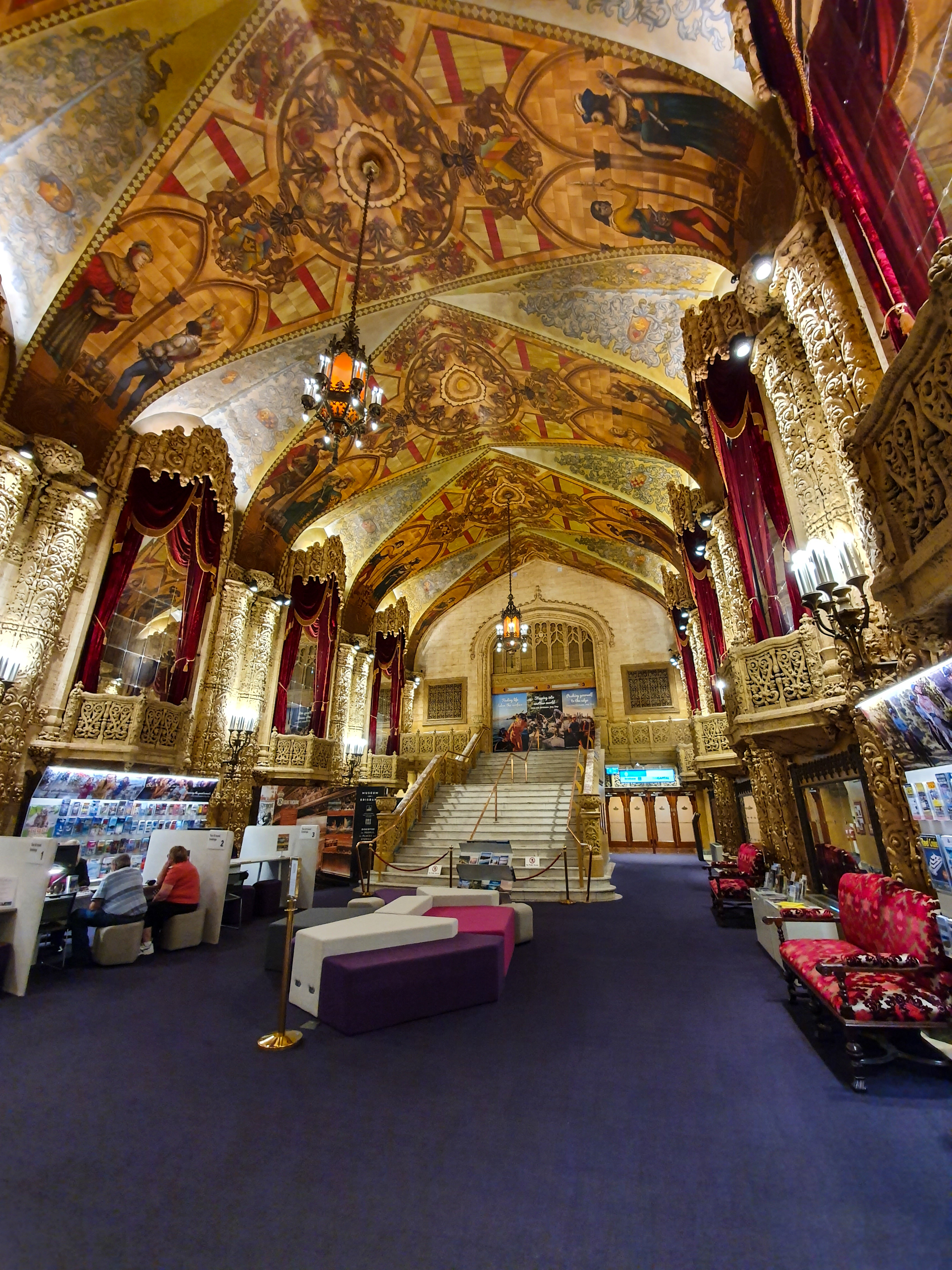
布里斯本遊客服務中心

- 新利班區（Sunnybank）南區華埠、亞洲百貨商圈，又稱「小中华」；鄰近格里菲斯大學內森主校區
- 河濱步道（Riverside）跳蚤市場；市區Eagle Street旁
- 袋鼠角（Kangaroo Point）攀岩運動、散步；鄰近昆士蘭科技大學花園角主校區和南岸公園暨文化特區
- 圖旺（Toowong）餐廳、商業區；鄰近昆士蘭大學聖露西亞主校區
- West End餐廳、咖啡店、汽車旅館
- 新農場區（New Farm）高級住宅區、小商圈
- 鷹場（Eagle Farm）新商場；位於Kingsford Smith Drive旁；鄰近布里斯本國際機場

布里斯本是澳東地區前往熱帶地區的中轉站，搭乘火車可以直達凱恩斯、黄金海岸、陽光海岸、春溪國家公園等旅遊勝地。另外亦是驅車直通澳大利亞內陸第二大城圖翁巴甚或前進昆士蘭西南部的要衝。

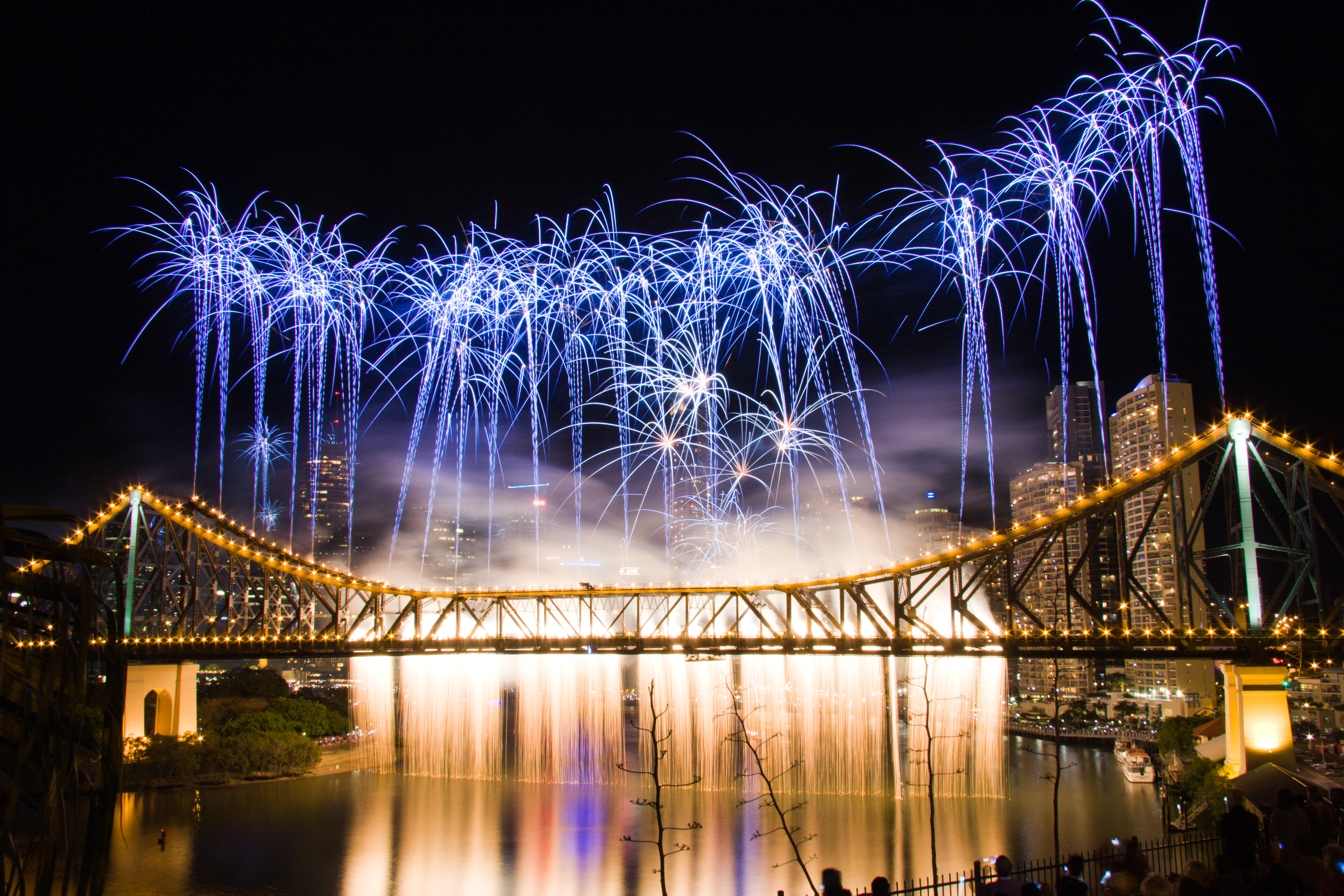
布里斯本節中故事橋上的煙花

### 媒體
- The Courier Mail
- The Sunday Mail
- Brisbane Times 網路報紙
- B105 廣播電台
- 同路人 Sameway Magazine

## 交通

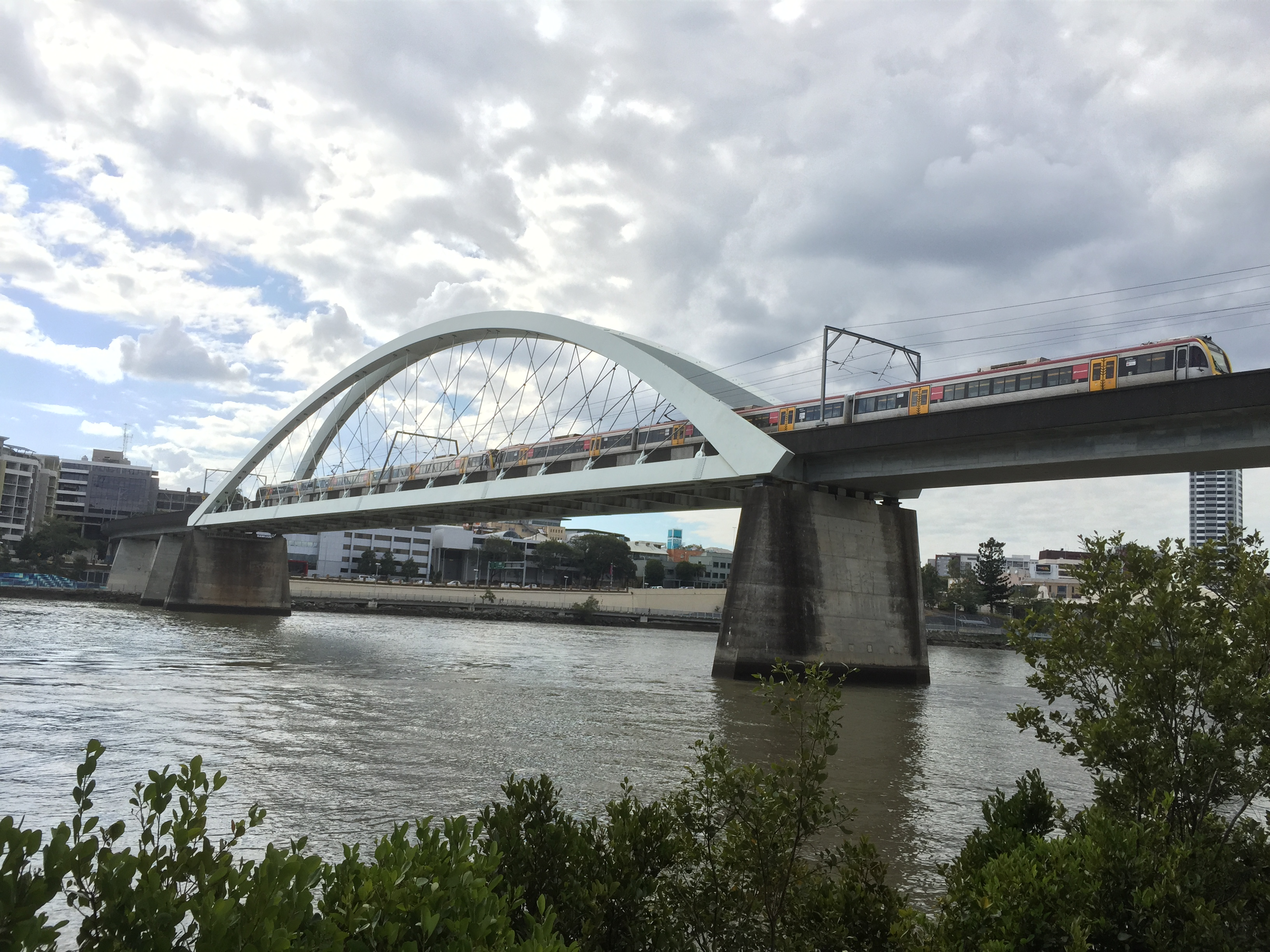
昆士蘭城市鐵路,是布里斯本通勤交通工具之一

布里斯本的公共交通主要由巴士、火車及渡輪組成。城市中央商業區的運輸樞紐有女王街巴士總站、羅馬街火車站、中央火車站以及幾個渡輪碼頭。城市貓是行駛於布里斯本河上的快速船，服務始於昆士蘭大學，終於阿波羅路。城市鐵路的十條線路通往城市的東、西、北方，並設空中鐵路(Airtrain)連接市中心及機場。
布里斯本公路系統發達，太平洋高速公路連接市中心及南方的黃金海岸市，長1700公里的布魯斯高速公路向北連接昆士蘭州沿岸城市，直至凱恩斯城。伊普斯維奇高速公路經南部郊區向西連接伊普斯維奇市，而西部公路及百週年高速公路則連接市中心西部至西南郊區，在布里斯本河南方於伊普斯維奇公路連接。
布里斯本機場是市內主要機場，亦是繼雪梨機場及墨爾本機場後全國第三繁忙的機場，位處城市的東北方，提供國內外的航空服務。

## 體育
足球隊：布里斯本獅吼足球俱樂部
籃球隊：布里斯本子彈籃球俱樂部

## 友好城市
布里斯本市政府目前與九個城市建立了友好城市關係：
- 日本神戶市（1985年7月）
- 新西兰奧克蘭（1988年8月）
- 中國深圳市（1992年6月）
- 印度尼西亞三寶瓏（1993年1月）
- 臺灣高雄市（1997年9月）
- 大田市（2002年6月）
- 中國重慶市（2005年10月）
- 阿联酋阿布扎比（2009年2月）
- 印度海得拉巴（2010年10月）

## 外部連結
- 布里斯本市政府官網 （页面存档备份，存于）
- 布里斯本假日休閒網 （页面存档备份，存于）
- 布里斯本（綜合查詢）網站
- 布里斯本（形象拓展）網站 （页面存档备份，存于）
- 布里斯本國際會議暨貿易中心官網 （页面存档备份，存于）
- 布里斯本機場官網 （页面存档备份，存于）
- 澳洲布里斯本佛光山中天寺 （页面存档备份，存于）
- 澳洲布里斯本交通咨詢網站 （页面存档备份，存于）

### 各國駐市（總）領事館
- 中华人民共和国驻布里斯班领事馆 （页面存档备份，存于）
- 日本駐布里斯本總領事館 （页面存档备份，存于）
- 義大利駐布里斯本領事館 （页面存档备份，存于）
- 荷蘭駐布里斯本領事館
- 丹麥駐布里斯本領事館 （页面存档备份，存于）
- 泰國駐布里斯本總領事館